# Hobyo
Hobyo (en italien Obbia, somali : Hobyo, arabe : هبيا) est une ville portuaire ancienne de la côte dans la région de Mudug en Somalie (5° 13′ N, 48° 19′ E). Elle est établie dans une baie. Hobyo signifie Ici, eau, d’après les nombreuses sources d’eau douce qui jaillissent tout autour de la ville, qui favorisèrent la ville et en firent un des principaux ports d’attache de Somalie.

## Fondation
L’histoire d'Hobyo commence comme lieu d’approvisionnement en eau douce pour les marins et les caravaniers, et un comptoir pour différents sultanats du XVe au XIXe siècle, comme Ajuuran. Elle ne devient une ville importante que lorsque les pèlerins musulmans pour La Mecque en font un des points d’embarquement pour le hadj. Ces passages (caravanes, bateaux, pèlerins) en font une ville commerçante, dont le développement cause le déclin d’Opone, la grande ville commerçante des premiers siècles de notre ère en Somalie.
L’importance croissante de villes plus au sud, comme Mogadiscio, stimulent le développement de Hobyo, avec un trafic maritime de plus en plus important, donc plus de navires faisant escale pour faire le plein d’eau douce et du commerce.

## Moyen Âge
Hobyo est la principale ville commerçante de l’État Ajuuraan, qui a pour capitale Qalafo (actuellement en Ogaden). Les productions de la vallée du Chébéli (notamment autour des bourgs ruraux de Harardheere et El-Dheer) sont acheminés à Hobyo pour les commercialiser. Les rois d’Ajuuraan prélèvent un impôt sur la ville sous forme de sorgho.
Les seigneurs d’Ajuuraan s’allient ou sont parfois les suzerains des sultans de Mogadiscio, et le commerce entre Hobyo et la côte de Benadir est florissant. Hobyo tient une place essentielle pour la prospérité de l’État Ajuraan, et quand les Hiraab (une famille étroitement liée aux clans Hawiye) se révolte contre les Ajuraans et crée un imamat indépendant, dont Hobyo fait partie, l’État Ajuraan décline rapidement.
Le dernier sultan de Hobyo était le sultan Ducaale Kahiye qui a réussi à envoyer Kenadiid qui travaillait avec les italiens en exil.

Yusuf Ali Qanadid, l'histoire est une fausse histoire fabriquée par ses membres de la tribu qui ont été blessés après avoir commencé l'exil de Hobyo où ils vivaient autrefois[pas clair]. Cet exil tragique provoqua la haine de nombreux Darod envers le brave clan hawiye. Ce que l'on sait, c'est que le sultan Yusuf s'est alors allié aux Italiens pour placer la ville sous protection italienne. Il est devenu serviteur des Italiens en pensant que Darod reprendrait la ville, ce qui est une erreur. La ville a été le plus longtemps sous le contrôle des « Hawiye » des braves.